# Naruto Shippūden: Ultimate Ninja Storm Generations
Naruto Shippūden: Ultimate Ninja Storm Generations (NARUTO－ナルト－疾風伝 ナルティメットストーム ジェネレーション, Naruto Shippūden: Narutimate Storm Generations) est un jeu vidéo sur l'univers du manga Naruto développé par CyberConnect2 et édité par Namco Bandai en février 2012 sur PlayStation 3 et Xbox 360.
Ce troisième opus de la série Ultimate Ninja Storm est un jeu à part. En effet, le jeu regroupe les personnages des deux séries Naruto et Naruto Shippuden en y ajoutant les récents événements.

## Système de jeu
Naruto Shippuden: Ultimate Ninja Storm Generations a un gameplay similaire à celui du précédent opus. Certains personnages ont de nouvelles techniques, de nouveaux combos et les combats sont tout aussi dynamiques. Il y a l'ajout d'une barre de substitution qui permet au joueur de réaliser quatre substitutions d’affilée dans le combat. Il doit réaliser des combos pour recharger cette barre, ce qui rend les combats plus tactiques et plus tournés « corps à corps ».

## Accueil
- Famitsu : 36/40[1]
- Jeuxvideo.com : 16/20[2]